# 우시즈역
우시즈역(일본어: 牛津駅)은 일본 사가현 오기시에 있는 규슈 여객철도 나가사키 본선의 역이다.

## 역 구조
상대식 승강장 2면 2선의 구조를 가진 지상역으로 과선교에서 서로 연결되고 있다. 규슈 교통기획이 역 업무를 위탁하는 업무위탁역이다.

## 역 주변
- 오기 시청
- 국도 제34호선
- 국도 제207호선

## 인접정차역
| 규슈 여객철도 ■ 나가사키 본선 | 규슈 여객철도 ■ 나가사키 본선 | 규슈 여객철도 ■ 나가사키 본선 |
| ----------------------------- | ----------------------------- | ----------------------------- |
| 구보타 도스 방면              |                               | 고호쿠 나가사키 방면          |